# Рабочий каталог
Рабочий каталог (англ. working directory, также текущий каталог или текущая директория) процесса — в информатике, каталог файловой системы, который используется для нахождения файлов, указанных только по имени либо по относительному пути.
При создании нового процесса, он наследует рабочий каталог родительского процесса.  Для изменения рабочего каталога можно использовать функцию chdir() (в Си) или подобную в других языках. В частности, в большинстве командных оболочек, есть команда chdir.
Текущий путь (англ. current path) — в терминологии файловых систем с каталогами, имя каталога, относительно которого производятся операции с относительными именами файлов (каталогов). Текущий путь обычно ассоциирован с процессом (у разных процессов может быть разный текущий путь).
В unix-подобных операционных системах у процесса может быть один текущий путь. В операционных системах, использующих буквы дисков (OS/2, Windows, DOS), текущих путей может быть несколько (по количеству наличествующих дисков). При этом активным может быть только один, остальные являются неактивными. Активный путь выбирается исходя из активного (выбранного) диска.
Текущий путь обычно отображается в приглашении командного интерпретатора (command.com для DOS, cmd.exe для Windows, sh (или аналог) для unix). В unix-подобных операционных системах есть команда pwd, выводящая текущий путь. В операционной системе Windows есть команды pushd, popd, позволяющие сохранить/прочитать текущий путь в специально организованном для этого файле (используются для корректной работы вложенных командных файлов).
В командной строке Windows, начиная с Win2k можно использовать команду echo %cd% или просто cd.
В PowerShell наоборот необходимо использовать pwd.